# میکندی (کلیبر)
۳۸°۵۰′۳۲″ شمالی ۴۶°۵۴′۲۰″ شرقی / ۳۸٫۸۴۲۲۲°شمالی ۴۶٫۹۰۵۵۶°شرقی

مکیدی')(makidi) یکی از روستاهای استان آذربایجان شرقی است که در دهستان میشه‌پاره بخش مرکزی شهرستان کلیبر واقع شده‌است. بر اساس سرشماری1400، جمعیت روستا 150 نفر در 43 خانوار است.ریشه جمعیت روستای مکیدی از نام سرهنگ زاده ها گرفته شده است که نام ان غلامحسین خان سرهنگ گرفته شده است که غلامحسین خان سرهنگ سرهنگ دوران پادشاه قاجار است روستای مکیدی دره سی از شرق به روستای مرزلو و از غرب به روستای محمود اباد ارتباط دارد میوه اصلی ان گردو و سیب درختی وحشی ازگیل جنگلی و شیلان هست  در آمارگیری که سال ۱۳۹۰ انجام شد، جمعیت این منطقه، ۱۸۱ نفر در ۵۸ خانوار بود.آب هوای روستا کوهستانی است اغلب مه و باران است و در زمستان برف. درآمد روستائیان از طریق کشاورزی و دامداری است. 

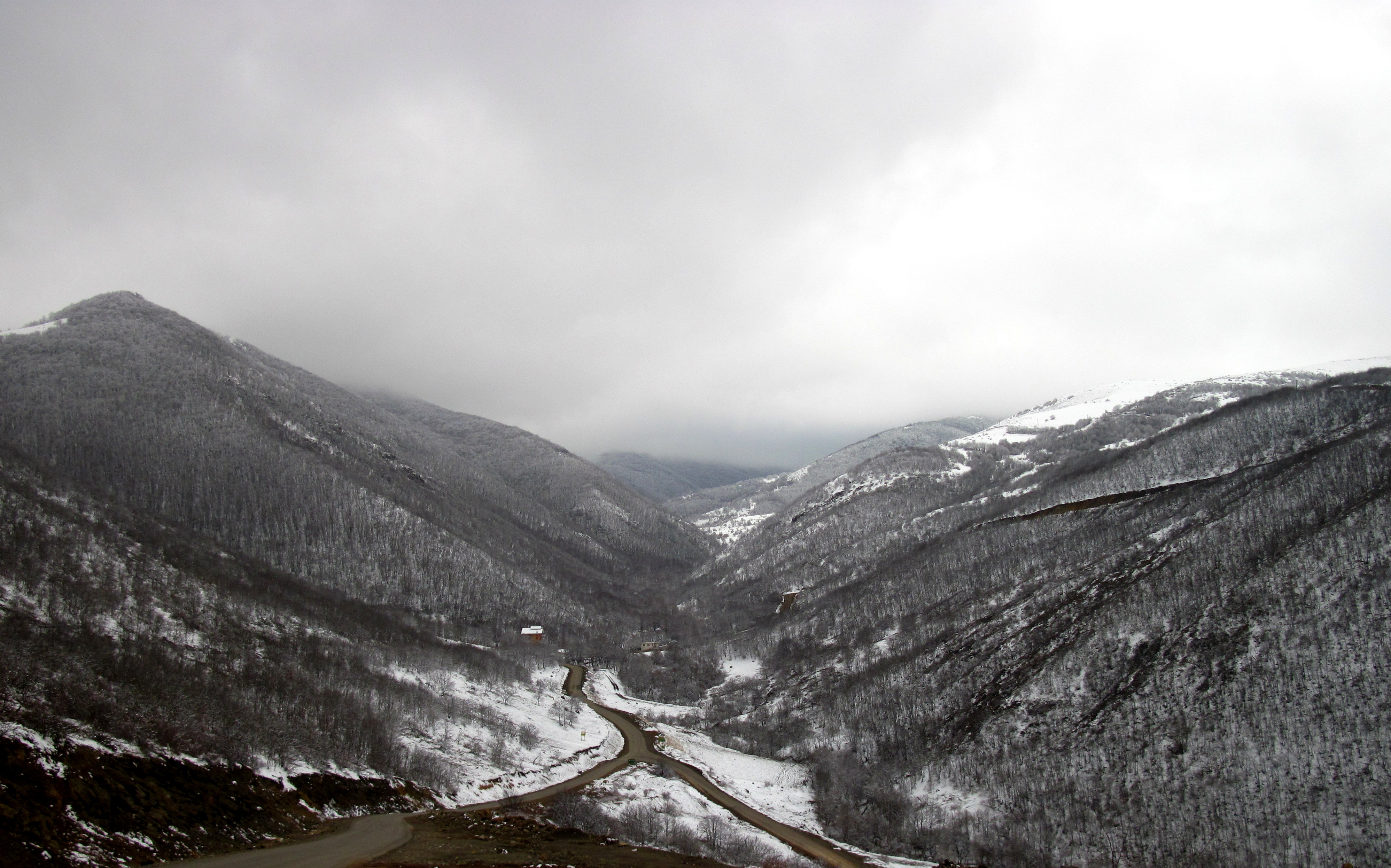
نمایی از دره مکیدی - ۲۰۱۲

روستای مکیدی با جنگل های منحصر به فردش شناخته شده است جنگل های که داری انواع گوناگون گیاهان دارویی و هم چنین حیات وحش حیوانات و پرنده گان است، سالانه از سراسر ایران و کشور های همسایه از طبیعت مکیدی دیدن می‌کنند.
این روستا با روستا های کلشلو و آغویه و علی آباد اسکلو و مرزرود همسایه است.